# Настільна медаль
Настільна медаль — це пам'ятний знак, який має схожість як з традиційною медаллю, так і з ювілейною або пам'ятною монетою. Вона є нагородою, яка зазвичай виготовляється на честь певної події або вручається видатному діячеві. Настільну медаль розміщують на підставці, і вона може бути розміщена на столі чи будь-якій іншій поверхні.
На відміну від звичайних медалей, настільна медаль не має кріплення та тому часто порівнюється з монетою. Вона може бути виготовлена з різних матеріалів, включаючи мідь, бронзу, дорогоцінні метали, такі як золото, срібло чи платина. Настільні медалі можуть бути виконані з використанням різних технік, включаючи лиття за восковою моделлю або карбування. Вони можуть бути також оброблені шляхом емалювання, гальванізації, піскоструминного обточування та інших методів.
До настільної медалі зазвичай додається підставка, яка дозволяє їй стояти на поверхні. Підставки для настільних медалей можуть бути виготовлені з різних матеріалів, таких як натуральне дерево, акрил, кераміка або метал. Вони можуть мати просту форму або бути прикрашені гравіюванням, травленням, лазерною різкою та іншими видами обробки.
Настільна медаль є важливою прикрасою для нумізматичних колекцій та може бути бажаною нагородою для переможців чи високопосадовців. Вона має давню історію.